# La Montañita
La Montañita là một khu tự quản thuộc tỉnh Caquetá, Colombia. Thủ phủ của khu tự quản La Montañita đóng tại La Montañita Khu tự quản La Montañita có diện tích 1476 ki lô mét vuông. Đến thời điểm ngày 28 tháng 5 năm 2005, khu tự quản La Montañita có dân số 18088 người.